# 因萨拉赫
因萨拉赫（阿拉伯语：‎，In Salah）是阿尔及利亚塔曼拉塞特省的一个市镇。